# Setmana Internacional de Coppi i Bartali
La Setmana Internacional de Coppi i Bartali (en italià: Settimana internazionale di Coppi e Bartali) és una competició ciclista per etapes que es disputa anualment per les carreteres de l'Emília-Romanya, Itàlia, durant el mes de març.
Disputada a Sicília en el moment de la seva creació, el 1984, amb el nom de Setmana Ciclista Internacional es disputà a Sardenya entre 1996 i 1997 (coincidint amb el Giro de Sardenya). Des del 1999 la prova es disputa a l'Emília-Romanya, amb el nom de Memorial Cecchi Gori, per agafar el seu nom actual a partir de 2001, en homenatge a Fausto Coppi i Gino Bartali. La cursa es disputa en cinc etapes i forma part de l'UCI Europe Tour, amb una categoria 2.1.
L'organitzador és el Gruppo Sportivo Emilia, que també s'encarrega de curses com el Memorial Marco Pantani, Giro de l'Emília i el Gran Premi Bruno Beghelli.
Moreno Argentin i Damiano Cunego, amb dues victòries són els únics ciclistes que han repetit victòria.

## Palmarès
| Any                                           | Vencedor               | Segon                 | Tercer                      |
| --------------------------------------------- | ---------------------- | --------------------- | --------------------------- |
| Settimana Ciclistica Internazionale           |                        |                       |                             |
| 1984                                          | Moreno Argentin        | Stefan Mutter         | Johan van der Velde         |
| 1985                                          | Laurent Fignon         | Bruno Wojtinek        | Giuseppe Saronni            |
| 1986                                          | Giuseppe Saronni       | Moreno Argentin       | Federico Ghiotto            |
| 1987                                          | Maurizio Rossi         | Daniele Caroli        | Rolf Sørensen               |
| 1988                                          | Adriano Baffi          | Giuseppe Saronni      | Camillo Passera             |
| 1989                                          | Bruno Leali            | Pierino Gavazzi       | Steven Rooks                |
| 1990                                          | Rolf Sørensen          | Steven Rooks          | Claudio Chiappucci          |
| 1991                                          | Phil Anderson          | Giuseppe Petito       | Maximilian Sciandri         |
| 1992                                          | Moreno Argentin        | Alex Zülle            | Phil Anderson               |
| 1993                                          | Michele Bartoli        | Luboš Lom             | Paolo Fornaciari            |
| 1994                                          | Rodolfo Massi          | Michele Coppolillo    | Ievgueni Berzin             |
| 1995 edició no disputada                      |                        |                       |                             |
| 1996                                          | Gabriele Colombo       | Adriano Baffi         | Maurizio Fondriest          |
| 1997                                          | Roberto Petito         | Claudio Chiappucci    | Alessandro Bertolini        |
| 1998 edició no disputada Memorial Cecchi Gori |                        |                       |                             |
| 1999                                          | Romāns Vainšteins      | Gianmario Ortenzi     | Paolo Bettini               |
| 2000                                          | Paolo Bettini          | Wladimir Belli        | Marco Velo                  |
| Setmana Internacional de Coppi i Bartali      |                        |                       |                             |
| 2001                                          | Ruslan Ivanov          | Dario Frigo           | Freddy González Martínez    |
| 2002                                          | Francesco Casagrande   | Peter Luttenberger    | Cadel Evans                 |
| 2003                                          | Mirko Celestino        | Francesco Casagrande  | Franco Pellizotti           |
| 2004                                          | Giuliano Figueras      | Mirko Celestino       | Michele Scarponi            |
| 2005                                          | Franco Pellizotti      | Mauro Facci           | Damiano Cunego              |
| 2006                                          | Damiano Cunego         | Vincenzo Nibali       | Mario Aerts                 |
| 2007                                          | Michele Scarponi       | Riccardo Riccò        | Luca Pierfelici             |
| 2008                                          | Cadel Evans            | Stefano Garzelli      | Vincenzo Nibali             |
| 2009                                          | Damiano Cunego         | Cadel Evans           | Massimo Giunti              |
| 2010                                          | Ivan Santaromita       | Przemysław Niemiec    | José Rodolfo Serpa Pérez    |
| 2011                                          | Emanuele Sella         | Diego Ulissi          | Stefano Pirazzi             |
| 2012                                          | Jan Bárta              | Bartosz Huzarski      | Diego Ulissi                |
| 2013                                          | Diego Ulissi           | Damiano Cunego        | Miguel Ángel Rubiano Chávez |
| 2014                                          | Peter Kennaugh         | Dario Cataldo         | Matteo Rabottini            |
| 2015                                          | Louis Meintjes         | Ben Swift             | Matija Kvasina              |
| 2016                                          | Serguei Firsànov       | Mauro Finetto         | Gianni Moscon               |
| 2017                                          | Lilian Calmejane       | Toms Skujiņš          | Egan Bernal Gómez           |
| 2018                                          | Diego Rosa             | Bauke Mollema         | Richard Carapaz Montenegro  |
| 2019                                          | Lucas Hamilton         | Damien Howson         | Nick Schultz                |
| 2020                                          | Jhonatan Narváez Prado | Andrea Bagioli        | João Almeida                |
| 2021                                          | Jonas Vingegaard       | Mikkel Frølich Honoré | Nick Schultz                |
| 2022                                          | Edward Dunbar          | Ben Tulett            | Marc Hirschi                |
| 2023                                          | Mauro Schmid           | James Shaw            | Ben Healy                   |
| 2024                                          | Koen Bouwman           | Archie Ryan           | Diego Ulissi                |
| 2025                                          |                        |                       |                             |